# Ippolito de’ Rossi

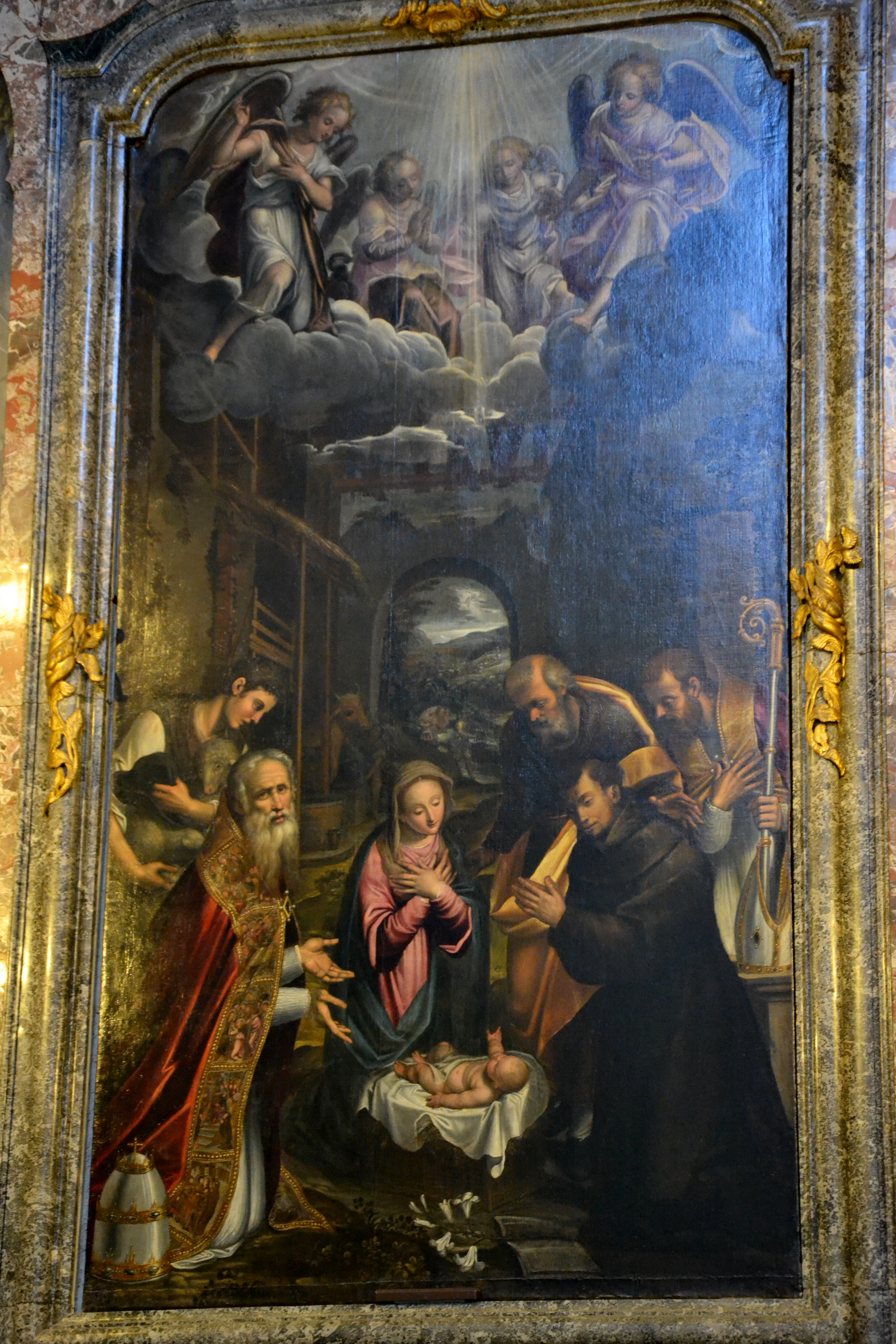
Ippolito de’ Rossi als Bischof von Pavia (1.v.re. mit Hirtenstab) bei der weihnachtlichen Hl. Familie (v. l. n. r.): Johannes XIV. (Papst), St. Antonius von Padua (Gemälde 16. Jh. von Simone Peterzano)

Ippolito de’ Rossi (* 31. Oktober 1531 in San Secondo; † 28. April 1591 in Rom) war ein Kardinal der Römischen Kirche.

## Leben
Er war das dritte Kind des Pier Maria III. de’ Rossi, Graf von San Secondo, und dessen Gemahlin Camilla Gonzaga. De’ Rossi war verwandt mit den Kardinälen Giovanni Vincenzo Gonzaga und Scipione Gonzaga. Er studierte Theologie und die Rechte an den angesehensten Universitäten Italiens. Nach dem Empfang der Tonsur wurde er von Papst Pius IV. zum Privatkämmerer und Apostolischen Protonotar ernannt. Am 4. September 1560 wurde er zum Titularbischof von Chunavienis und Koadjutor des Bischofs von Pavia mit dem Recht der Nachfolge ernannt. Im September 1560 empfing er nacheinander die Weihe zum Subdiakon, die Diakonen- und die Priesterweihe durch Borso de Merli, den Bischof von Bobbio, der ihm kurz darauf auch die Bischofsweihe spendete. Ippolito de’ Rossi war Teilnehmer am Konzil von Trient. Auf dem Bischofssitz von Pavia folgte er am 4. September 1564 nach.
Papst Sixtus V. kreierte ihn am 18. Dezember 1585 zum Kardinal und verlieh ihm am 15. Januar 1586 den Kardinalshut sowie als Kardinaldiakon die Titeldiakonie Santa Maria in Portico Octaviae. Am 27. April 1587 wechselte er zur Titeldiakonie San Biagio dell’Anello. Er nahm am ersten und am zweiten Konklave des Jahres 1590 teil, aus denen jeweils Urban VII. und Gregor XIV. als Papst hervorgingen.
Ippolito de’ Rossi starb am 28. April 1591 in Rom und wurde zunächst in seiner Titelkirche San Biagio dell’Anello bestattet. Später wurden seine Gebeine in die römische Kirche San Carlo ai Catinari überführt und dort in vor dem Altar der Kapelle der Hl. Anna beigesetzt.